# 6658 Akiraabe
6658 Akiraabe è un asteroide della fascia principale. Scoperto nel 1992, presenta un'orbita caratterizzata da un semiasse maggiore pari a 2,2903358 au e da un'eccentricità di 0,0751947, inclinata di 4,61423° rispetto all'eclittica.
L'asteroide è dedicato all'editore giapponese Akira Abe.